# Ichneumon laetus
Ichneumon laetus es una especie de insecto del género Ichneumon de la familia Ichneumonidae del orden Hymenoptera.
 Fue descrita por Brullé en 1846.
Se encuentra en Norteamérica.